# William Ellison-Macartney

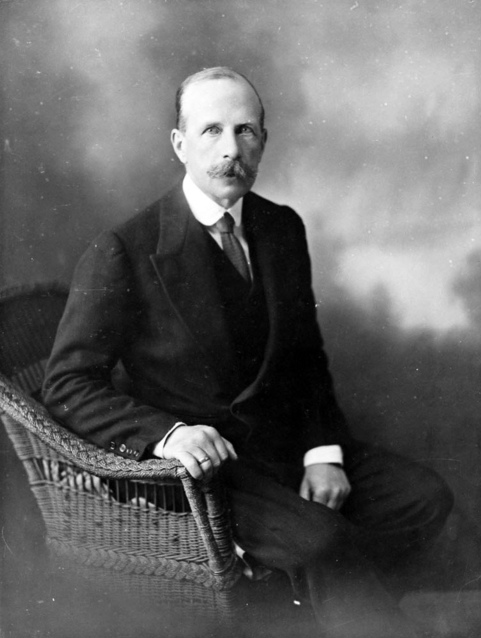
William Ellison-Macartney

Sir William Grey Ellison-Macartney (* 7. Juni 1852 in Dublin, Irland; † 4. Dezember 1924 in London) war ein britischer Politiker und Gouverneur von Tasmanien und Western Australia.

## Leben
William wurde als Sohn von John William Ellison, einem konservativen Abgeordneten des britischen Unterhauses, geboren. Infolge einer Erbschaft aus der Familie seiner Frau nahm Williams Vater 1859 den Doppelnamen Ellison-Macartney an. William ging auf das Exeter College in Oxford, wo er sich mit Jura und Geschichte beschäftigte. 1878 wurde er als Rechtsanwalt zugelassen. Er unterstützte die Zugehörigkeit Irlands zu Großbritannien und wurde Mitglied im Oranier-Orden.
Ellison-Macartney wurde bei den Unterhauswahlen 1885 vom Wahlbezirk Antrim South gewählt und zog als konservatives Mitglied in das House of Commons ein. 1886 war er an der Gründung der Irish Unionist Party beteiligt, für die er sich in der Folgezeit als Whip betätigte. 1890 wurde er zum Sekretär der Admiralität, einem damals wichtigen Posten in der britischen Regierung, ernannt. Den Posten musste er 1900 nach einer Regierungsumbildung wieder abgeben, wurde aber mit einer Mitgliedschaft im Privy Council entschädigt. 1897 heiratete er Ettie Myers Scott, eine Schwester des Polarforschers Robert Falcon Scott, den Ellison-Macartney später immer wieder unterstützte; noch auf seiner Expedition zum Südpol bezeichnete Scott ihn in Briefen als „brick“ (Pfundskerl).
Im Dezember 1912 wurde Ellison-Macartney zum Gouverneur von Tasmanien ernannt und im Januar 1913 als Knight Commander des Order of St Michael and St George (KCMG) geadelt. Aufgrund seiner eindeutig pro-britischen Einstellung und der Ablehnung des Home Rule traf seine Ernennung in Tasmanien auf gewisses Misstrauen. Während seiner Amtszeit äußerte er sich gelegentlich giftig über die Verhältnisse in Tasmanien. So schrieb er im Jahre 1915 über die Haushaltsberatungen, dass die Abgeordneten offenbar unfähig zu jeglicher sachlicher Kritik und nur um ihre gutbezahlten Parlamentsmandate besorgt seien.
1917 wurde er nach seiner Zeit in Tasmanien, wie auch sein Vorgänger Harry Barron, zum Gouverneur von Western Australia ernannt. Wie auch schon in Tasmanien betätigte er sich dort als Freimaurer und war Großmeister der Großloge von Perth.
1920 kehrte Ellison-Macartney nach England zurück, wo er am 4. Dezember 1924 im Londoner Stadtteil Chelsea starb.